# Thác Mơ (Gia Lai)
Thác Mơ là thác trên suối Ia Khai ở vùng đất xã Ia Khai huyện Ia Grai tỉnh Gia Lai, Việt Nam.
Thác Mơ ở làng Ếch, thác cách cửa suối Ia Khai đổ ra sông Sê San cỡ 1 km. Cửa suối và sông nay là lòng hồ của Thủy điện Sê San 4 13°57′51″B 107°29′13″Đ / 13,964166°B 107,48701°Đ. 
Đường đến thác theo đường bộ từ trung tâm thành phố Pleiku 13°58′36″B 108°00′21″Đ / 13,976731°B 108,005903°Đ khoảng 50 km về phía tây bắc. Từ thành phố đi theo đường tỉnh 664 tới trung tâm hành chính xã Ia Khai 14°01′49″B 107°38′27″Đ / 14,030199°B 107,640895°Đ, từ đó đi tiếp về hướng tây cỡ 6 km đường liên xã. Ngoài ra có thể dùng đường thủy theo sông Sê San.
Thác có những dải đá xếp tầng tạo ra nhiều bậc, nước chảy theo bậc tuôn bọt trắng xóa. Tại chân thác là lòng sông xanh ngắt, trước khi đổ ra sông Sê San.
Suối Ia Khai bắt nguồn từ các nhánh ở vùng giáp ranh phía nam xã Ia Krai với Ia Chia, chảy uốn lượn lên hướng bắc tây bắc.13°56′13″B 107°39′32″Đ / 13,936935°B 107,658928°Đ Nhiều nhánh suối có đắp đập tạo hồ giữ nước phục vụ nông lâm nghiệp.